# Strangalia gracilis
Strangalia gracilis es una especie de escarabajo longicornio del género Strangalia, categorizada en la tribu Lepturini, de la subfamilia Lepturinae. Fue descrita por Gressitt en 1935.

## Descripción
Mide 14-20 mm de longitud.

## Distribución
Se distribuye por Japón.